# 安德魯南鰍
安德魯南鰍（學名：Schistura andrewi）為輻鰭魚綱鯉形目條鰍科南鰍屬的其中一種。分布於亞洲印度米佐拉姆邦Mat河流域，體長可達5.1公分，棲息在礫石底質的河川底層水域，生活習性不明。

## 扩展阅读
維基物種上的相關：安德魯南鰍